# هوپالانگ کسیدی
هوپالانگ کسیدی (به انگلیسی Hopalong Cassidy) یک قهرمان افسانه‌ای کابوی است که در سال ۱۹۰۴ توسط کلارنس ای. مولفورد خلق شد. نویسنده کسی بود که بسیاری از داستان کوتاه براساس شخصیت‌های خلق شده توسط او خلق شدند.
در اولین نوشته‌های او، مولفورد شخصیتهایش را بی ادب، خطرناک و خشن توصیف کرد. با شروع سال ۱۹۳۵، شخصیت هوپالانگ کسیدی (ایفای نقش شده توسط ویلیام بوید در فیلمی براساس کتابهای مولفورد) به قهرمان واضح و مشخص داستان تبدیل شد. در مجموع شصت و شش فیلم فوق العاده محبوب ساخته شد که تعداد کمی از آنها کاملاً با داستانهای مطابقت داشتند. مولفورد بعدها به جهت سازگار کردن شخصیتهایش با شخصیتهای روی صفحه سینما، کتابهای اولیه خود را تجدید نظر و باز نشر نمود.